# Prospekt Mira (Kolzewaja-Linie)

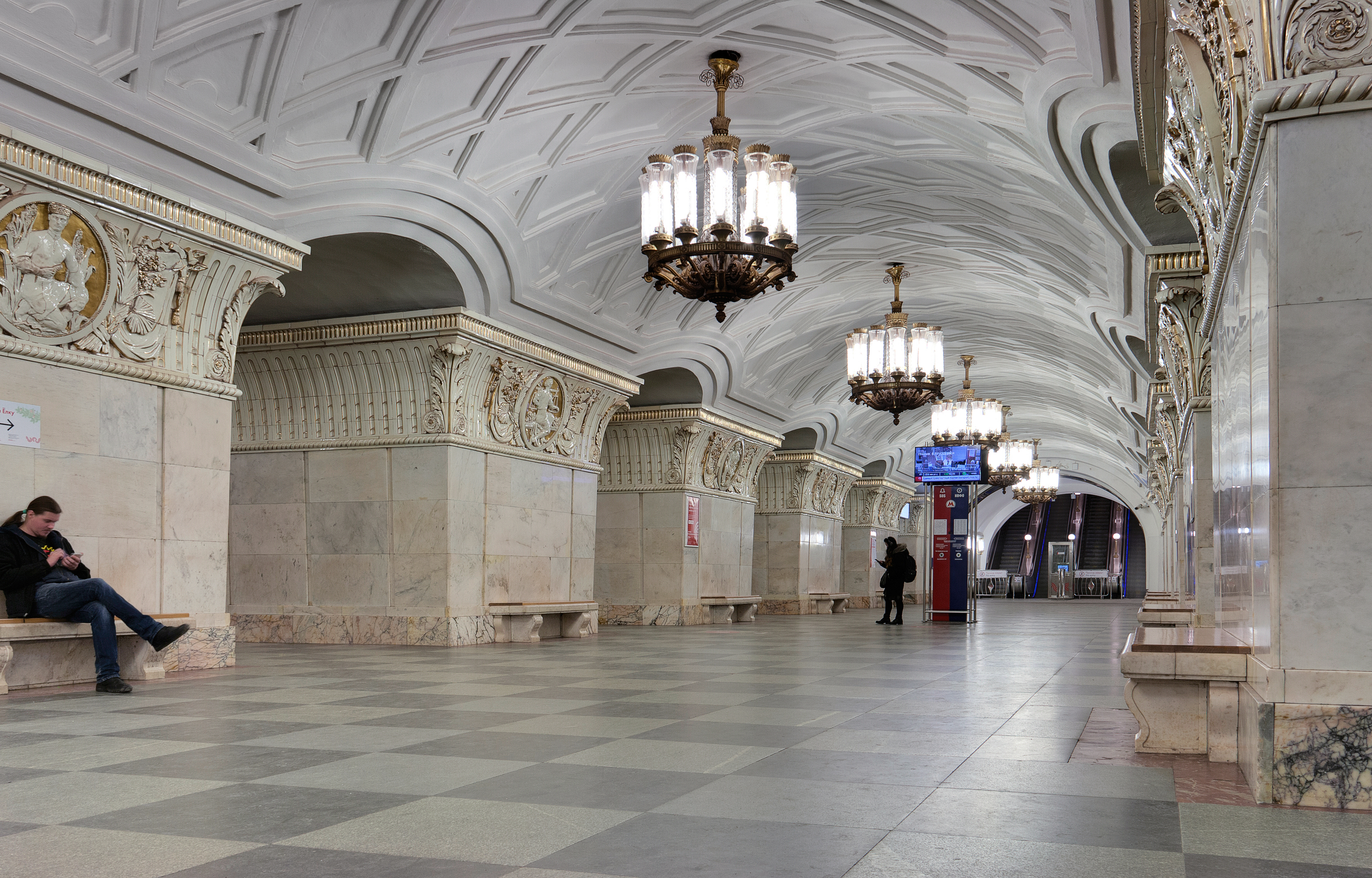
Bahnsteighalle der Station Prospekt Mira

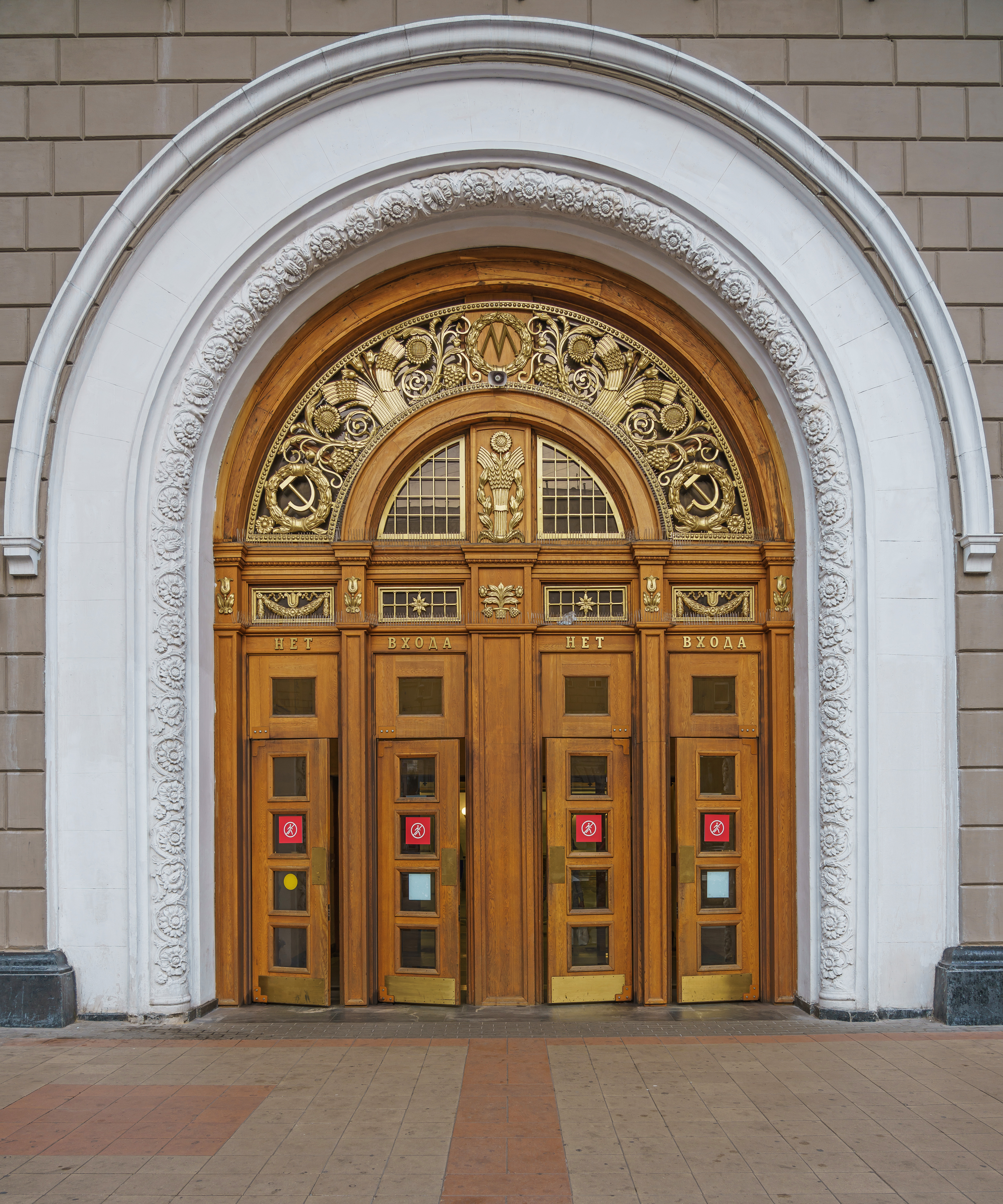
Eingangsbereich: eines der beiden Portale

Prospekt Mira (russisch Проспект Мира) ist der Name eines U-Bahnhofs der Ringlinie der Metro Moskau. Der Bahnhof wurde am 30. Januar 1952 eröffnet und bietet seit dem 1. Mai 1958 eine direkte Umsteigemöglichkeit zum gleichnamigen U-Bahnhof der „orangen“ Linie.
Der einzige Eingang des 40 Meter unter der Erdoberfläche liegenden Bahnhofs befindet sich im Stadtteil Meschtschanski im nördlichen Moskauer Stadtzentrum. Der Name dieser sowie der gleichnamigen Umsteigestation bedeutet wörtlich „Prospekt des Friedens“ und ist zugleich der Name der stadtauswärts in die Fernstraße M8 übergehenden Ausfallstraße, an der sich die Zugänge beider U-Bahnhöfe befinden. Sowohl die Station der Ringlinie als auch die der „orangen“ Linie tragen diesen Namen erst seit dem 20. Juni 1966. Zuvor hießen beide Botanitscheski Sad, wörtlich also „Botanischer Garten“. Dies ging auf den in der Nähe der Stationen gelegenen „Apothekergarten“ zurück, der heute eine Filiale des im Norden Moskaus angelegten Botanischen Gartens der Russischen Akademie der Wissenschaften ist. Nach letzterem wurde eine auf der „orangen“ Linie 1978 neu gebaute Station wieder Botanitscheski Sad benannt; dieser Name blieb der Station bis heute erhalten.
Das Vestibül des U-Bahnhofs Prospekt Mira der Ringlinie wurde zeitgleich mit der Station fertiggestellt und befindet sich in einem mehrstöckigen Wohnhaus an der Ostseite des Prospekts. Das wohl bekannteste Bauwerk in der näheren Umgebung des U-Bahnhofs ist die zu den Olympischen Spielen 1980 errichtete Mehrzweckhalle Olimpijski, die von der anderen Prospektseite aus zu Fuß zu erreichen ist.
Wie bei den Moskauer Ringlinien-Metrostationen üblich, ist der Bahnsteig von der Schalterhalle des Vestibüls aus per Fahrtreppen erreichbar. Die reichlich ornamentierten Säulen, die das Vestibülgebäude von innen stützen, lassen bereits eingangs die für alle Moskauer U-Bahnhöfe der frühen 1950er-Jahre typische, prunkvolle Ausgestaltung der Bahnsteighalle erahnen. Die zwei Pylonenreihen und das bogenförmige Gewölbe bilden den Mittelteil des von bronzenen Kronleuchtern beleuchteten Bahnsteigs. Die mit massiven Sitzbänken ergänzten Pylonen weisen eine weißmarmorne Verkleidung auf, ferner ornamentale Kompositionen im oberen Drittel, deren Mittelpunkt jeweils ein Medaillon aus Keramik zum Thema der Errungenschaften der sowjetischen Landwirtschaft bildet. Der mit schwarzen und hellgrauen Granitplatten versehene Fußboden hat ein schachbrettartiges Muster. Die Ornamente an den Pylonen wurden von dem Bildhauer Georgi Motowilow ausgeführt, während der Gesamtentwurf der U-Bahn-Station ein Werk von Wladimir Helfreich ist, einem bekannten Architekten des Sozialistischen Klassizismus.
Den Übergang zur Station der „orangen“ Linie erreicht man vom Bahnsteig aus über die Treppe an dem westlichen Ende der Bahnsteighalle, während von ihrem östlichen Ende Rolltreppen zur Schalterhalle führen.